# حقل هابل العميق الجنوبي

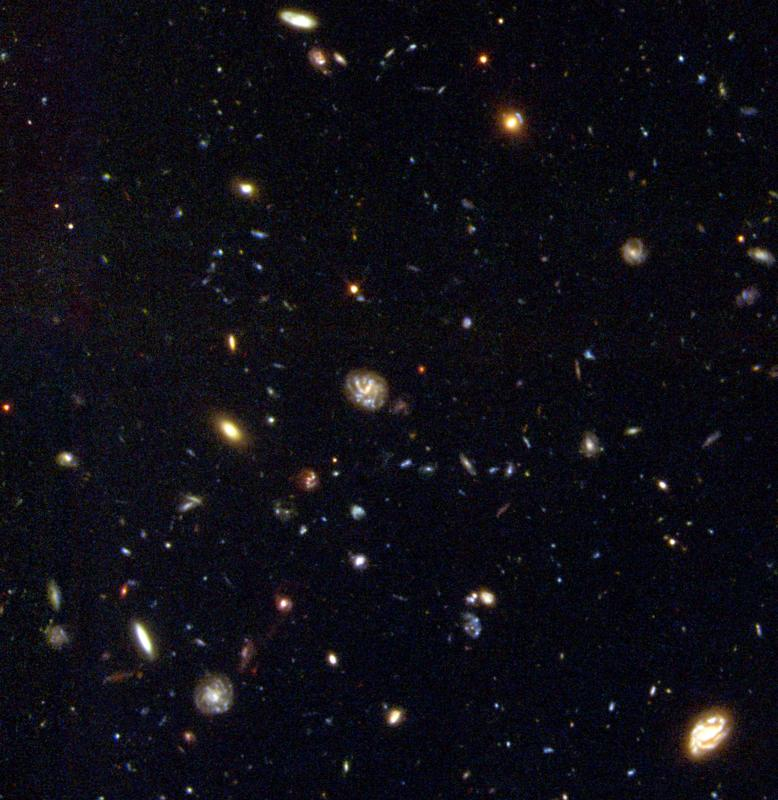
حقل هابل العميق الجنوبي

حقل هابل العميق الجنوبي (بالإنجليزية: Hubble Deep Field South)‏ هو مزيج مركب من عدة مئات من الصور الفردية التي التُقطت باستخدام الكاميرا الكوكبية واسعة المجال 2 (WFPC2) الخاصة بتلسكوب هابل الفضائي لأكثر من 10 أيام في سبتمبر وأكتوبر 1998. وجاء ذلك بعد النجاح الكبير الذي حققه حقل هابل العميق الأصلي في تسهيل دراسة المجرات فائقة البُعد في المراحل الأولى من تطورها، بينما أخذت الـ WFPC2 صور بصرية عميقة جدًا، تم تصوير الحقول المجاورة في نفس الوقت من قِبل المحلل الطيفي التصويري للتلسكوب الفضائي (STIS) وكاميرا المجال القريب من تحت الأحمر والمطياف متعدد الأجسام (NICMOS).

## وصلات خارجية
- "HDF-S". STScI. مؤرشف من الأصل في 2022-12-11. Main Hubble Deep Field South website.